# Julien Gérardin
Pour les articles homonymes, voir Gérardin.
Julien Gérardin, né le 28 mars 1860 à Nancy et mort le 9 juin 1924 dans la même ville, est un notaire et photographe amateur français . 
Il est connu pour ses autochromes réalisés en Lorraine.

## Biographie
Julien Gérardin est notaire à Nancy où il est né le 28 mars 1860. Son étude est située 8, rue Lafayette.
Il pratique la photographie en amateur à partir de janvier 1899, année de son admission au sein de la Société lorraine de photographie, une association de photographes amateurs parmi les plus importantes de France, qui comprenait 540 membres en 1900, et devant laquelle il présente ses premiers autochromes lors d’une séance de projection en mai 1908. Il sera membre du conseil d'administration de cette association de 1907 à 1909.
Il est membre de la Société centrale d'horticulture de Nancy, qui lui dédie un prix attribué pour la première fois en 2016.
Célibataire et sans enfant, Julien Gérardin meurt le 9 juin 1924 à Nancy à l’âge de 64 ans.

## Collection d’autochromes
En 1980, l’École nationale supérieure d'art de Nancy retrouve dans ses archives 59 boites d’autochromes, soit 6 370 clichés de format 9 × 12 cm, pris entre 1907 et 1919 dans la partie de la Lorraine restée française après le traité de Francfort.
Les thèmes photographiés sont variés : portraits, paysages des villes et des campagnes, scènes composées et nus. Au travers de son œuvre transparaît « la sensibilité de l'Art nouveau et, plus particulièrement, du mouvement de l'École de Nancy
 ».
Totalement inédite et d’un grand intérêt historique, cette collection d’autochromes est numérisée en 2012.
C’est la plus importante collection d’autochromes en France après celle des Archives de la Planète du banquier Albert Kahn, et la collection de l’Institut Lumière. Elle est conservée à l’École nationale supérieure d’art de Nancy.

## Galerie

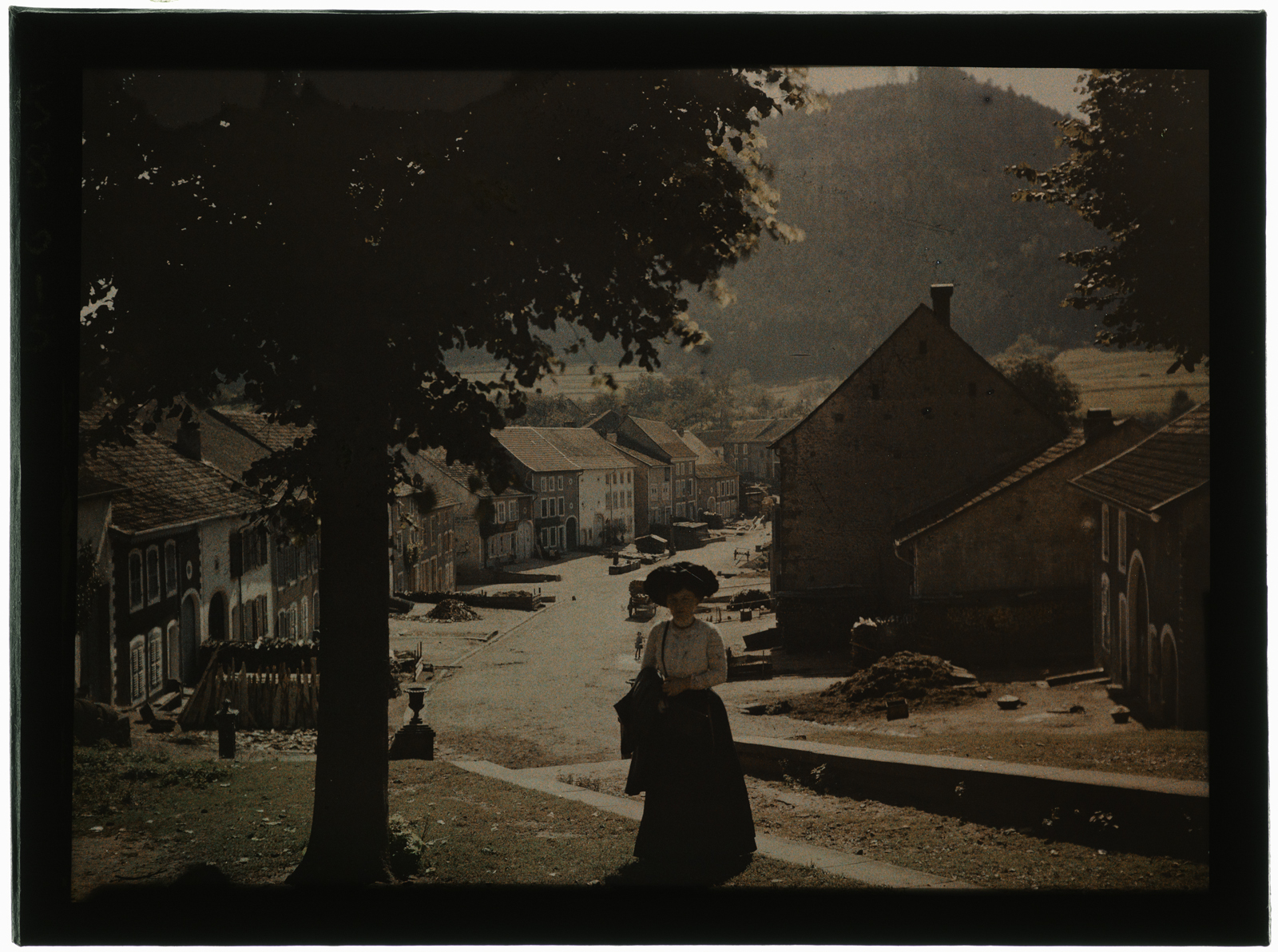
Femme dans le village vosgien de Vexaincourt.
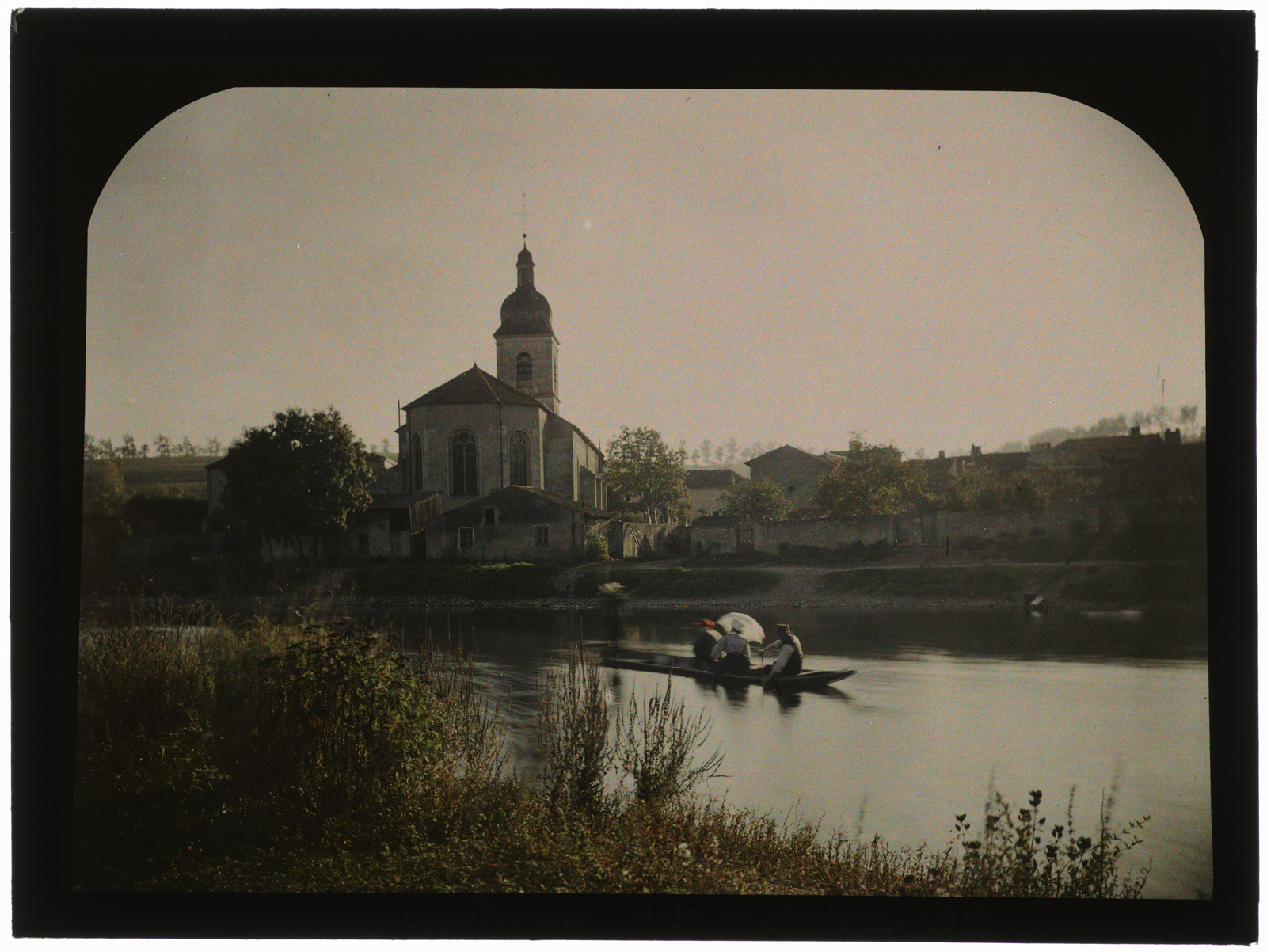
Promenade en barque à Flavigny.
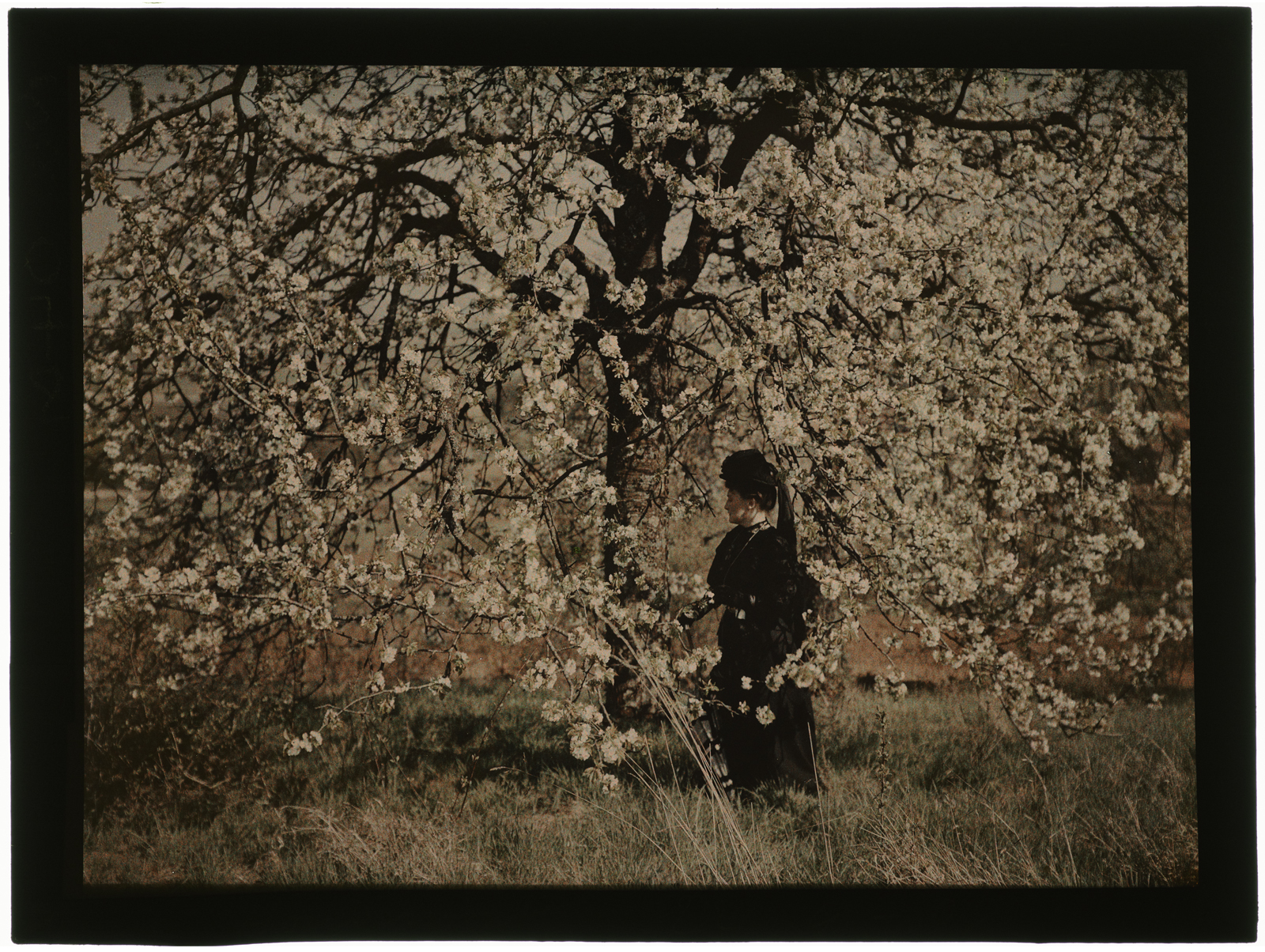
Femme en noir sous un arbre en fleurs.